# Melianthus
Melianthus es un género de pequeños árboles con 12 especies pertenecientes a la familia Melianthaceae. El género se distribuye por Sudáfrica.

## Especies seleccionadas
- Melianthus comosus
- Melianthus dregeanus
- Melianthus elongatus
- Melianthus gariepinus
- Melianthus himalayanus
- Melianthus insignis
- Melianthus major L. - flor de miel mayor[1]
- Melianthus minor L. - flor de miel menor[1]
- Melianthus pectinatus
- Melianthus sibiricus
- Melianthus trimenianus
- Melianthus villosus